# Allen West (político)
Allen Bernard West (Atlanta, Georgia; 7 de febrero de 1961) es un político estadounidense miembro del Partido Republicano, teniente coronel retirado del ejército de Estados Unidos y comentarista político. West representó al 22.º distrito congresional de Florida en la Cámara de Representantes de 2011 a 2013 y se ha desempeñado como presidente del Partido Republicano de Texas desde 2020.
West fue enviado a Kuwait en 1991 e Irak en 2003. En 2003, fue acusado de un incidente que involucró la paliza y la ejecución simulada de un policía iraquí, en el que West disparó un arma cerca de la cabeza del hombre iraquí durante un interrogatorio. Después de que se llevó a cabo una audiencia, West aceptó un castigo no judicial, recibió una multa de $5.000 y se le permitió retirarse como teniente coronel.
West ingresó a la política en 2008 como el candidato republicano para el distrito 22 del Congreso de Florida, perdiendo ante el titular demócrata Ron Klein. En 2010, ganó el escaño frente a Klein, coincidiendo con importantes avances republicanos en las elecciones a la Cámara de Representantes . West asumió el cargo en enero de 2011 como el primer miembro republicano afroamericano del Congreso de Florida desde que Josiah T. Walls dejó el cargo en 1876 cerca del final de la Reconstrucción. En el Congreso, West era un miembro destacado del movimiento Tea Party. La redistribución de distritos debido al censo de 2010 resultó en que West se cambiara al 18.º distrito congresional de Florida para las elecciones de la Cámara de 2012. Perdió ante el candidato demócrata Patrick Murphy en lo que fue la campaña para la Cámara de Representantes más cara de ese ciclo.
West se convirtió en el presidente del Partido Republicano de Texas el 20 de julio de 2020 después de derrotar a James Dickey. Ampliamente descrito como un "ardiente conservador", West ha sido criticado por comentarios sobre el Islam, afirmaciones sobre presidente Barack Obama en las que lo describió como un "agitador socialista de bajo nivel" y acusaciones infundadas de que 81 miembros demócratas del Congreso eran miembros del Partido Comunista.
El 11 de diciembre de 2020, después de que la Corte Suprema de los Estados Unidos rechazara el intento de Texas de invalidar los resultados de las elecciones de cuatro estados, West dijo: "Quizás los estados respetuosos de la ley deberían unirse y formar una Unión de estados que respeten la Constitución." Algunos han interpretado esto como una incitación a la secesión.

## Biografía
Allen Bernard West nació el 7 de febrero de 1961 en Atlanta, Georgia, hijo de Elizabeth West y Herman West, Sr. (1920-1986). Su padre y su hermano mayor eran oficiales militares de carrera; el padre sirvió en la Segunda Guerra Mundial y su hermano sirvió en Vietnam. Su madre era una empleada civil de la Infantería de Marina de los Estados Unidos. Aunque sus dos padres eran demócratas registrados, West ha comentado que lo criaron "de manera muy conservadora".
West ingresó al Ejército en 1983 tras graduarse de la Universidad de Tennessee. Pertenece a la tercera de cuatro generaciones consecutivas de su familia en servir en las Fuerzas Armadas de Estados Unidos. Más tarde recibió una maestría en ciencias políticas de la Universidad Estatal de Kansas. También obtuvo una maestría en artes y ciencias militares del Colegio de Oficiales de Estado Mayor y Comando del Ejército de los Estados Unidos en teoría política e historia y operaciones militares.

## Carrera militar
West entró en servicio activo el 1 de noviembre de 1983, en Fort Sill, Oklahoma, donde completó el Curso Básico de Oficial de Artillería de Campaña (FACBOC). Luego procedió al entrenamiento aerotransportado en Fort Benning, Georgia, donde recibió su insignia de paracaidista. Su primera asignación fue como oficial de apoyo de fuego de infantería aerotransportada y líder de pelotón, así como oficial de entrenamiento de batallón bajo el mando del Teniente Coronel Thomas Needham. En 1987, West fue ascendido a capitán y asistió al curso avanzado de oficial de artillería de campaña. Después de graduarse, West tomó el mando del B Battery, 6.º Regimiento de Artillería de Campaña, 1.ª División de Infantería. Se desempeñó como oficial de apoyo de fuego de la fuerza de tarea del batallón para el 2.º Batallón, 16.º Regimiento de Infantería. Como miembro de la 1.ª División de Infantería, participó en la Operación Escudo del Desierto y la Operación Tormenta del Desierto.
Después de regresar de Kuwait, West sirvió como instructor del ROTC del Ejército en la Universidad Estatal de Kansas de 1991 a 1994, convirtiéndose en el Instructor del Año en 1993. En enero de 1995 fue asignado al Comando de Apoyo de la 2.ª División de Infantería como oficial asistente de operaciones. West fue ascendido a comandante en 1997. Posteriormente, West sirvió como oficial de intercambio del Ejército en la II Fuerza Expedicionaria de la Marina en Camp Lejeune de 1999 a 2002 y fue ascendido a teniente coronel.
La asignación culminante de la carrera de West fue su toma del mando del 2.º Batallón, 20.º Regimiento de Artillería de Campaña, 4.º División de Infantería el 6 de junio de 2002. Durante la Guerra de Irak en 2003, se desplegó con su batallón hasta que fue relevado del mando por el Ejército luego de un incidente relacionado con un policía iraquí. En su audiencia, West admitió haber violado las reglas del Ejército al mantener cautivo al policía, darle un puñetazo en la cara, realizar una ejecución simulada y disparar en seco una pistola descargada cerca de la cabeza del iraquí. Posteriormente se permitió a West retirarse en 2004.
Los premios y condecoraciones de West incluyen la Estrella de Bronce, la Medalla de Servicio Meritorio, la Medalla de Elogio del Ejército, la Medalla de Logros del Ejército, el Premio Unidad Valerosa, la Insignia de Asalto Aéreo, y la Insignia de Maestro Paracaidista.

### Incidente de tortura
Mientras servía en Taji, Irak, West recibió información sobre un complot para emboscar a su unidad. El supuesto complot involucró a Yahya Jhodri Hamoodi, un oficial de policía iraquí, a quien los hombres de West detuvieron. Los soldados testificaron que en el proceso de detención de Hamoodi, parecía que buscaba su arma y necesitaba ser sometido. El policía fue golpeado por cuatro soldados en la cabeza y el cuerpo. West luego disparó su pistola cerca de la cabeza de Hamoodi, después de lo cual Hamoodi proporcionó a West nombres e información. Como resultado, al menos uno de estos sospechosos fue arrestado, pero no se encontraron planes de ataques ni armas. West dijo: "En ese momento tuve que basar mi decisión en la inteligencia que recibí. Es posible que me haya equivocado con respecto al Sr. Hamoodi".
West fue acusado de violar los artículos 128 (agresión) y 134 (artículo general) del Código Uniforme de Justicia Militar. Durante una audiencia celebrada como parte de una investigación en noviembre de 2003, West declaró: "Sé que el método que usé no era el correcto, pero quería cuidar a mis soldados". West fue multado con $5.000, aceptó la sentencia y se retiró con plenos beneficios como teniente coronel en el verano de 2004. Cuando se le preguntó si actuaría de manera diferente en circunstancias similares, West declaró: "Cuando se trata de las vidas de mis soldados en juego, pasaría por el infierno con una lata de gasolina". Tras su jubilación, recibió más de 2.000 cartas y correos electrónicos ofreciéndole apoyo moral. Una carta de apoyo a West fue firmada por 95 miembros del Congreso de los Estados Unidos y enviada al Secretario del Ejército.

### Guardia del Estado de Texas
El 29 de agosto de 2019, West tomó posesión de la Guardia Estatal de Texas. De acuerdo con las políticas del Departamento Militar de Texas, West retuvo el mismo rango que tenía mientras estaba en el servicio militar federal, teniente coronel.

## Cámara de Representantes
La retórica de West le ganó tanto el apoyo como la condena de diferentes grupos a lo largo del espectro político estadounidense. Los conservadores lo vieron como un "portador de la antorcha" y un "ícono conservador", con Sarah Palin y Ted Nugent sugiriéndolo para vicepresidente, y Glenn Beck apoyándolo para presidente. Algunas de sus declaraciones incluyen llamar al presidente Barack Obama "un fracaso abyecto", ordenar a los manifestantes pro palestinos y a los demócratas "gallinas" que se "larguen" de Estados Unidos, opinar que los conductores con calcomanías de Obama son "una amenaza para el acervo genético", y decir que los demócratas afroamericanos están tratando de mantener a los afroamericanos "en la plantación", al mismo tiempo que se presenta a sí mismo como el "Harriet Tubman moderno". En una crítica a West, la revista liberal Mother Jones opinó que "[para West] cada frase es una guerra en la lucha más amplia entre los patriotas y la 'gente de este mundo a la que solo hay que patear el trasero'".
En enero de 2011, West se unió a la presidenta del Comité de Asuntos Exteriores de la Cámara de Representantes, Ileana Ros-Lehtinen (republicana), en su condena del izamiento oficial de la bandera de la Organización de Liberación de Palestina en Washington D. C. West dijo que izar la bandera es "un intento de legitimar una organización con un historial conocido de acciones terroristas". En febrero, West describió a Michael Ledeen como uno de sus "héroes de la política exterior", e imploró a sus seguidores que leyeran el Tratado para radicales de Saul Alinsky para "comprender a qué se enfrentan". Otros autores que West ha citado para ayudarlo a dar forma a su visión del mundo incluyen al filósofo John Stuart Mill y al general del ejército de la Unión William Tecumseh Sherman.
El 2 de junio de 2011, Allen West escribió una carta al presidente Obama instándolo a conceder el indulto al exanalista de la Marina de los Estados Unidos, Jonathan Pollard. West escribió: "Después de cumplir 26 años tras las rejas, la salud de Jonathan Pollard se está deteriorando, al igual que la de su esposa. Si podemos consentir que los británicos liberen al terrorista de Lockerbie de regreso a Libia debido a problemas de salud, ¿cómo podemos justificar mantener al Sr. Pollard tras las rejas cuando sus crímenes claramente no fueron tan graves como los de un terrorista que asesinó a cientos de estadounidenses?". Pollard fue puesto en libertad el 20 de noviembre de 2015. Anne Pollard, su exesposa, dijo: "Nadie lo ayudó. Ningún gobierno redujo su sentencia ni siquiera en un día".
En términos históricos, West teorizó que Estados Unidos está siguiendo los pasos de Charles Martel en la Batalla de Tours, o de los 300 hoplitas espartanos en la Batalla de las Termópilas, en defensa de la civilización occidental contra las amenazas musulmanas del Medio Oriente. Al hablar sobre lo que él creía que era la proclividad del Islam a la violencia, West comentó, "Algo sucedió cuando Mahoma promulgó la Hégira y dejó La Meca y se fue a Medina, se convirtió en violencia". En febrero de 2011, West citó la amenaza de los "terroristas islámicos radicales" como su motivación para votar a favor de ampliar las disposiciones de la Ley USA PATRIOT. Sin embargo, votó en contra de otra extensión en mayo de 2011. En una entrevista con The Shalom Show, West afirmó que Keith Ellison, un representante de Minnesota y musulmán practicante, representa la "antítesis de los principios sobre los que se estableció este país". West luego argumentó que su comentario inicial fue malinterpretado. Dijo que los comentarios "no eran sobre su fe islámica, sino sobre su continuo apoyo al Consejo de Relaciones Estadounidenses-Islámicas (CAIR)". En una reunión del Ayuntamiento de Boynton Beach, West le dijo a uno de los líderes de CAIR que "siempre defenderé su derecho a practicar una religión bajo la Primera Enmienda, pero lo que usted debe entender, si estoy diciendo la verdad, no voy a dejar de decir la verdad. La verdad no es subjetiva."
En una reunión del ayuntamiento en Palm City en abril de 2012, un hombre de la audiencia le preguntó a West: "¿Qué porcentaje de la legislatura estadounidense cree usted que es marxista o Socialista Internacional?" West respondió que "hay entre 78 y 81 miembros del Partido Demócrata que son miembros del Partido Comunista". Cuando se le pidió que los nombrara, respondió: "Se llama Caucus Progresista del Congreso".